# Eot
Eot, Jot, Mae Shima, Mai Shima, Maye Jima, Ot u Öt (en inglés: Eot Island) es una isla de las  islas Faichuk, que forman parte de las Islas Carolinas en el Océano Pacífico. Administrativamente se encuentra en los Estados Federados de Micronesia, en el municipio de Eot, distrito de Faichuk, en el estado de Chuuk, en la parte occidental del país, a 700 km al oeste de Palikir, la capital nacional. Tiene una superficie de 0,50 km² y 407 habitantes en el año 2008.
La tierra de la isla Eot es bastante montañosa. Cubre 1,1 km de norte a sur y 0,7 km de este a oeste.